# Barátmajor
Barátmajor (németül Mönchmeierhof, horvát Marof) Bándol településrésze Ausztriában Burgenland tartományban a Felsőőri járásban.

## Fekvése
Rohonctól 18 km-re nyugatra a Kőszegi-hegység déli völgyében fekszik.

## Története
Területét a 15. században Baumkirchner András adta az általa itt alapított pálos kolostornak, mely gazdasági épületeit használta. 1570-ben "Baratok mayera" néven említik először. A 16. században betelepített határőrző oláhokkal alapított falu, 1598-ban "Olazffalu" néven említik. A falu 1622-ben tűzvészben leégett. A 17. század óta a Batthyány család birtoka volt. Kápolnáját 1767-ben építették, barokk temploma egy magaslaton épült.
Vályi András szerint " BARÁTMAJOR. Münchmayrhof. Horvát falu, Vas Vármegyében, lakosai katolikusok, fekszik Marosnak szomszédságában, mellynek filiája, Szalonak Mező Városhoz 1/4. mértföldnyire. Határja, ha szorgalmatosan miveltetik, és jól trágyáztatik közép termékenységű, fája elég, legelője is meglehetős, második Osztálybéli."
Fényes Elek szerint " Barátmajor, (Minich Mayerhof), német falu, Vas vármegyében, Szalónakhoz 1 óra, 268 kath. lak. F. u. gr. Batthyáni. Ut. p. Kőszeg."
Vas vármegye monográfiája szerint " Barátmajor, kis horvát falu 42 házzal, 277 r. kath. lakossal. Postája és távírója Szalonak."
1910-ben 308, többségben horvát lakosa volt, jelentős cigány kisebbséggel. A trianoni békeszerződésig Vas vármegye Kőszegi járásához tartozott. 1921-ben Ausztria Burgenland tartományának része lett. 1971-ben közigazgatásilag Bándolhoz csatolták.

## Nevezetességei
Szűz Mária neve tiszteletére szentelt római katolikus kápolnája.